# L'Anse aux Meadows

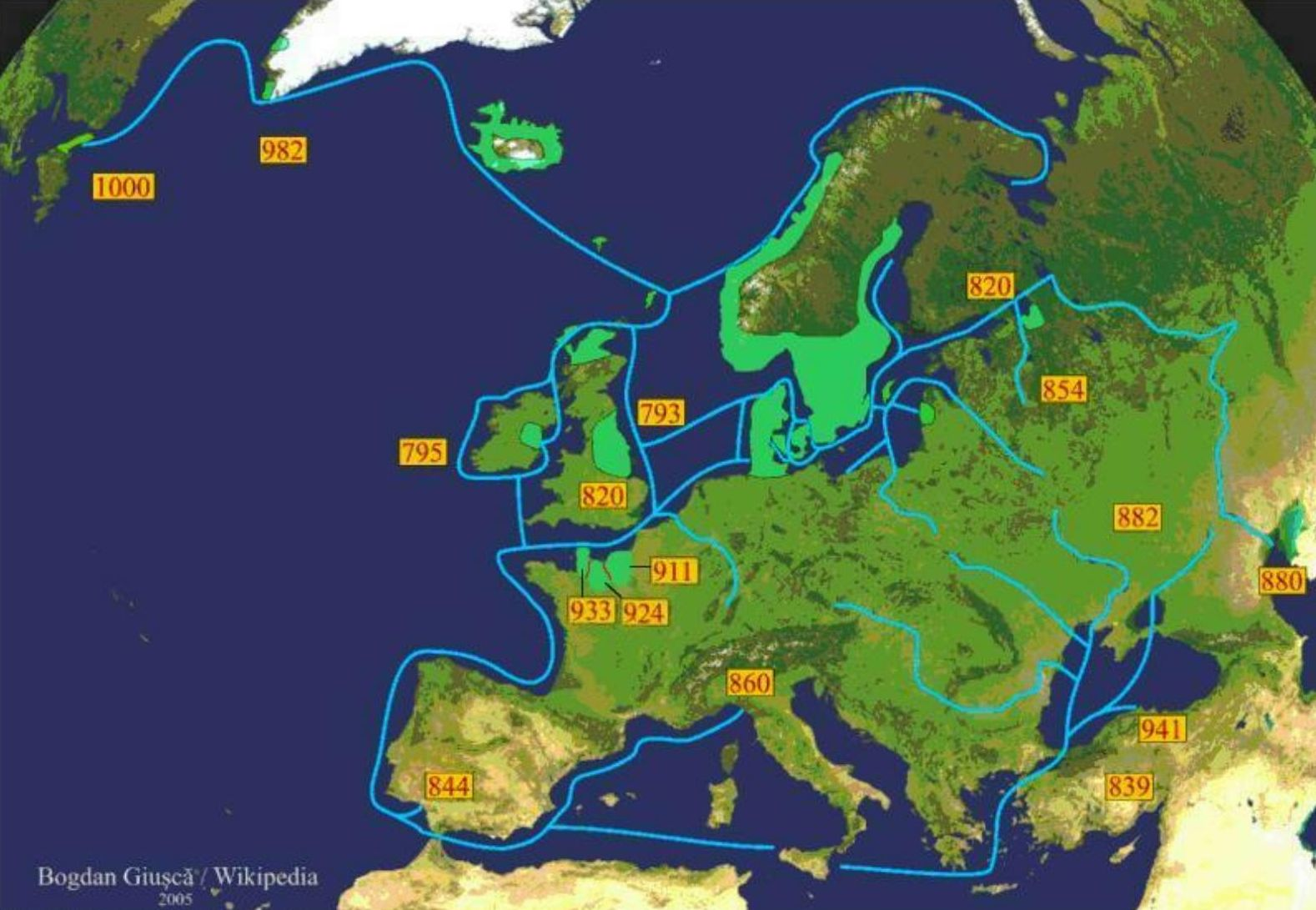
Karta över vikingarnas rutter och besittningar.

L'Anse aux Meadows är en plats på Newfoundlands nordligaste spets som varit föremål för arkeologiska undersökningar av en vikingabosättning, daterad till år 1021. Där resterna av en nordisk bosättning upptäcktes 1960 av den norske upptäcktsresanden Helge Ingstad och hans hustru, arkeologen Anne Stine Ingstad. Bosättningen, den enda säkra nordiska bosättningen i Nordamerika under vikingatiden, blev föremål för en flerårig arkeologisk utgrävning under 1960-talet. Den undersökningen fann husgrunder, verktyg och daterbara artefakter. År 1978 blev L'Anse aux Meadows uppsatt på Unescos världsarvslista. Den svensk-kanadensiska arkeologen Birgitta Wallace arbetade på platsen fram till sin pensionering.

## Historia och klimat
Bosättningen, som dateras till 1000-talet, innehåller de tidigast kända europeiska byggnaderna i Nordamerika (om Grönland inte räknas med). Världsarvet förmodas vara det vikingarna kallade Vinland som upptäcktes av Leif Eriksson omkring år 1000 e Kr. Denna slutsats debatteras dock fortfarande av historiker.
Platsen är omtalad i Flateyarbok och Grönlänningasagan och ska ha varit en tillfällig bosättning där vikingarna reparerade sina skepp. En uppfattning är att det inte är denna plats som var det Vinland vikingarna sökte. Lokalbefolkningen motade bort vikingarna, som alltså måste vända med oförrättat ärende.
Klimatet i Newfoundland var då betydligt varmare än det är idag. Som det sägs i Grönlänningasagan, lämnade Leif Grönland för att söka det land som Bjarne Herjolfsson hade siktat några år tidigare. Han fann ett land rikt på vin, lax och en frostfri vinter och återvände för att föra timmer tillbaka till det trädfattiga Grönland.
Bosättningen vid L'Anse aux Meadows består av åtminstone åtta byggnader inklusive en smedja och en brädgård som betjänade skeppsvarvet. Sagan beskriver ett koloniseringsförsök lett av Torfinn Karlsämne, med så många som 135 män och 15 kvinnor. De använde Leifs läger som bas. Sy- och stickningsverktyg har hittats på platsen och indikerar att det fanns kvinnor i L'Anse aux Meadows.
Platsen användes endast i två eller tre år. Interna gruppkonflikter om kvinnor och försämrad väderlek har antagits vara orsak till att platsen övergavs.
L'Anse aux Meadows kan också vara kopplat till algonkin-legenden om kungariket Saguenay, som skall ha varit befolkat av blonda människor rika på pälsar och metaller, men att detta har med L'Anse aux Meadows att göra är endast gissningar.
Det finns i dag också ett museum på L’Anse aux Meadows med en modell av bosättningen och artefakter från vikingatiden som upptäcktes här.

## Galleri

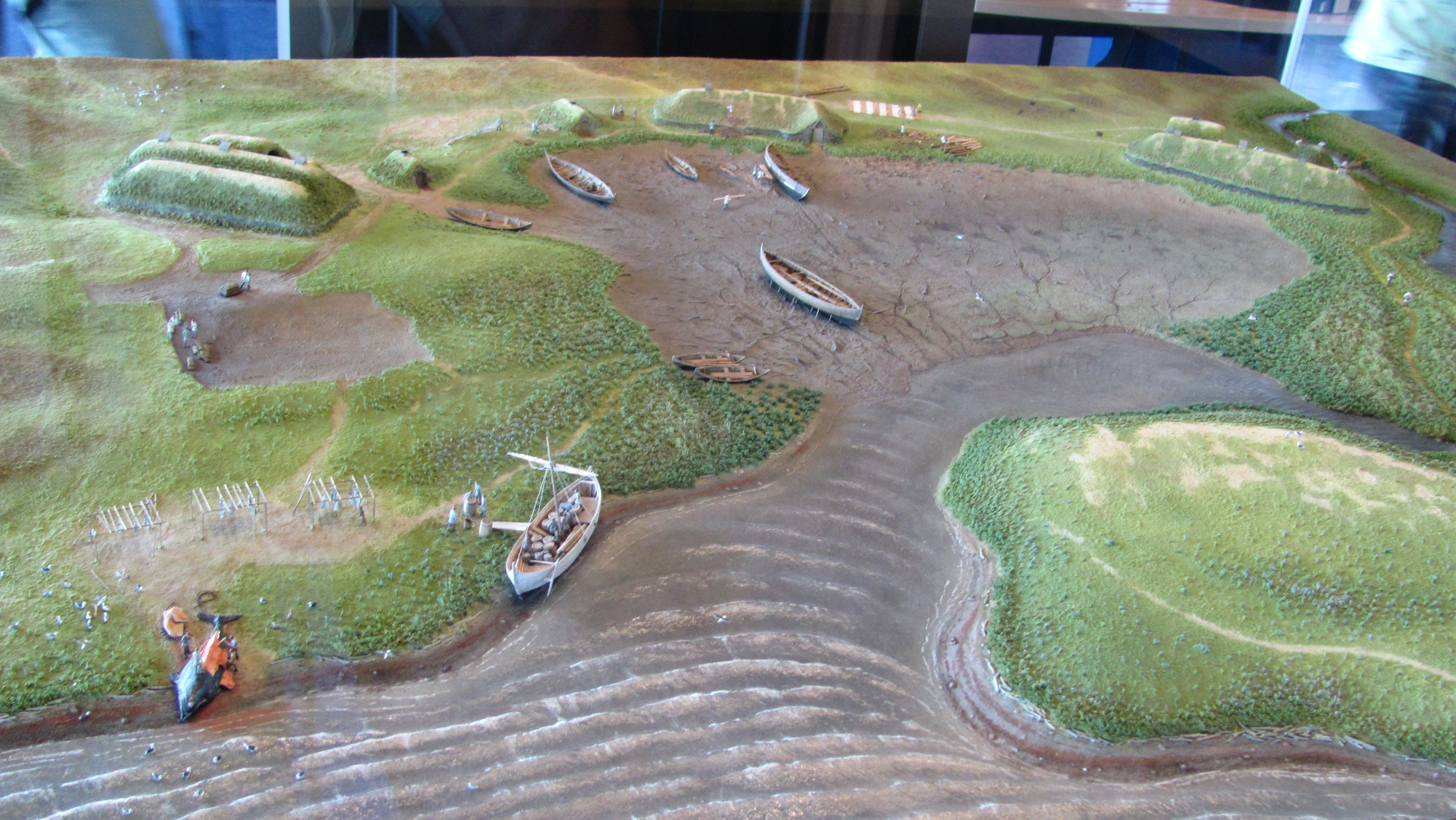
Modell av bosättningen
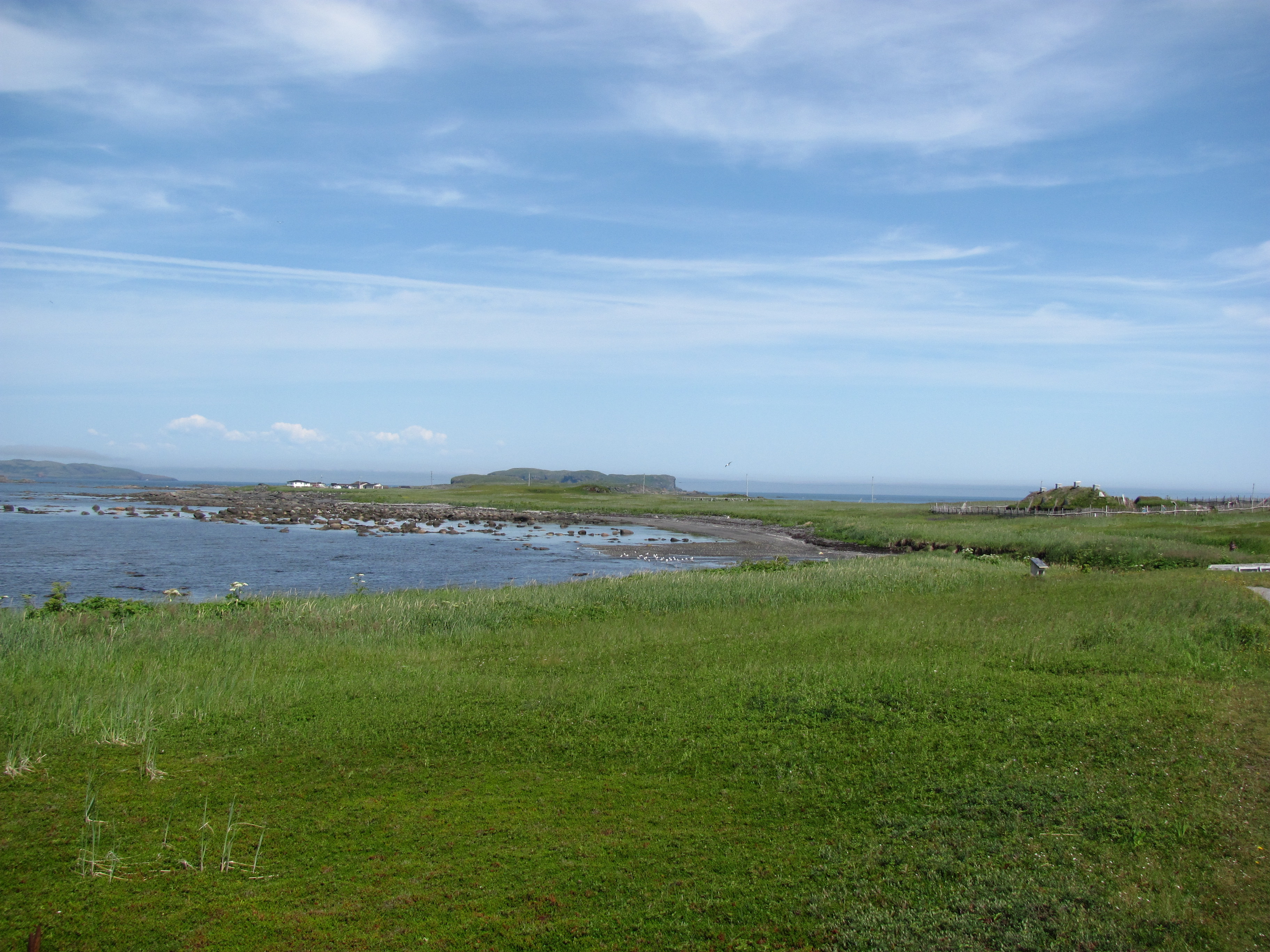
Totalöverblick
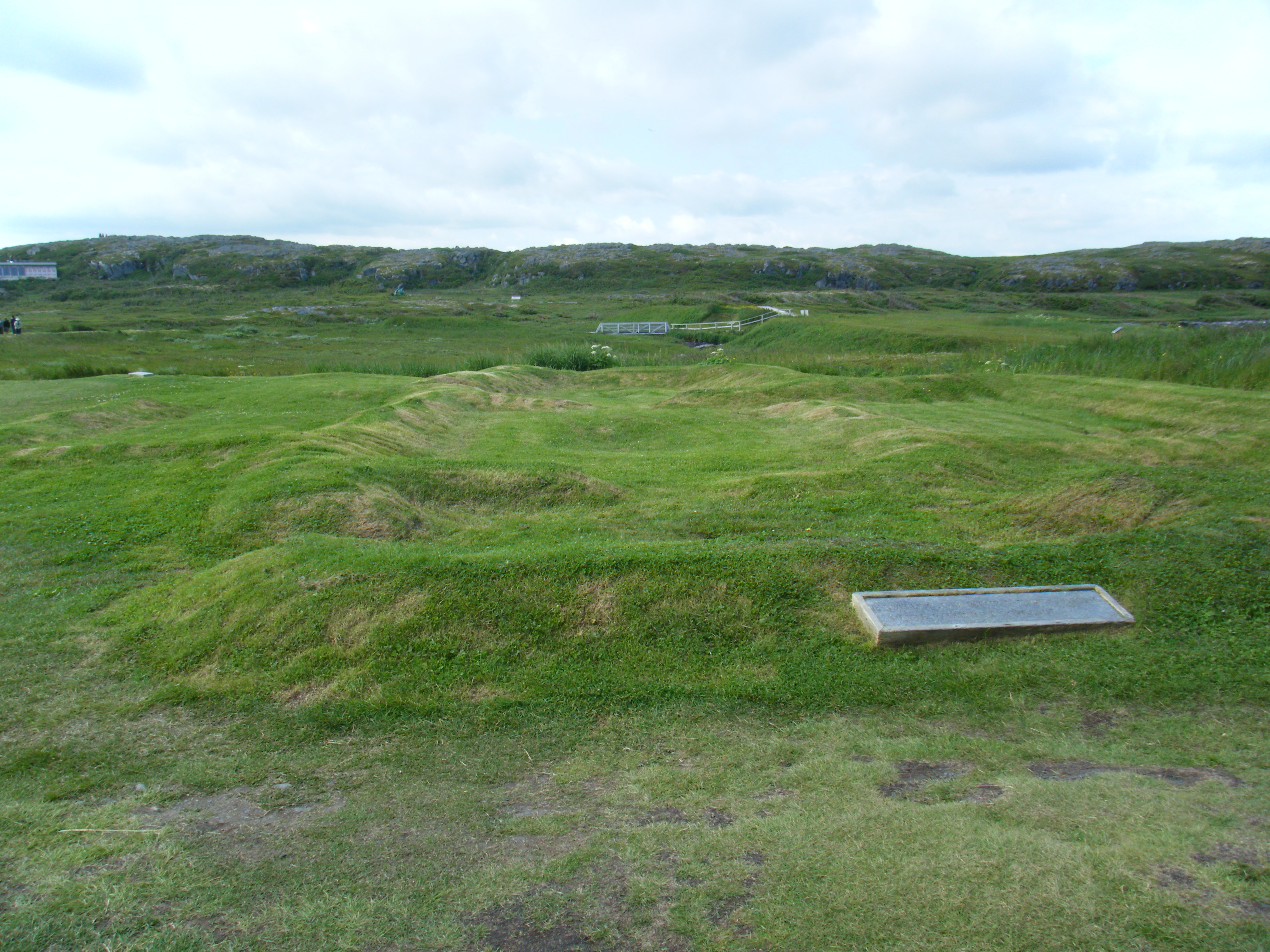
Rester av ett boningshus
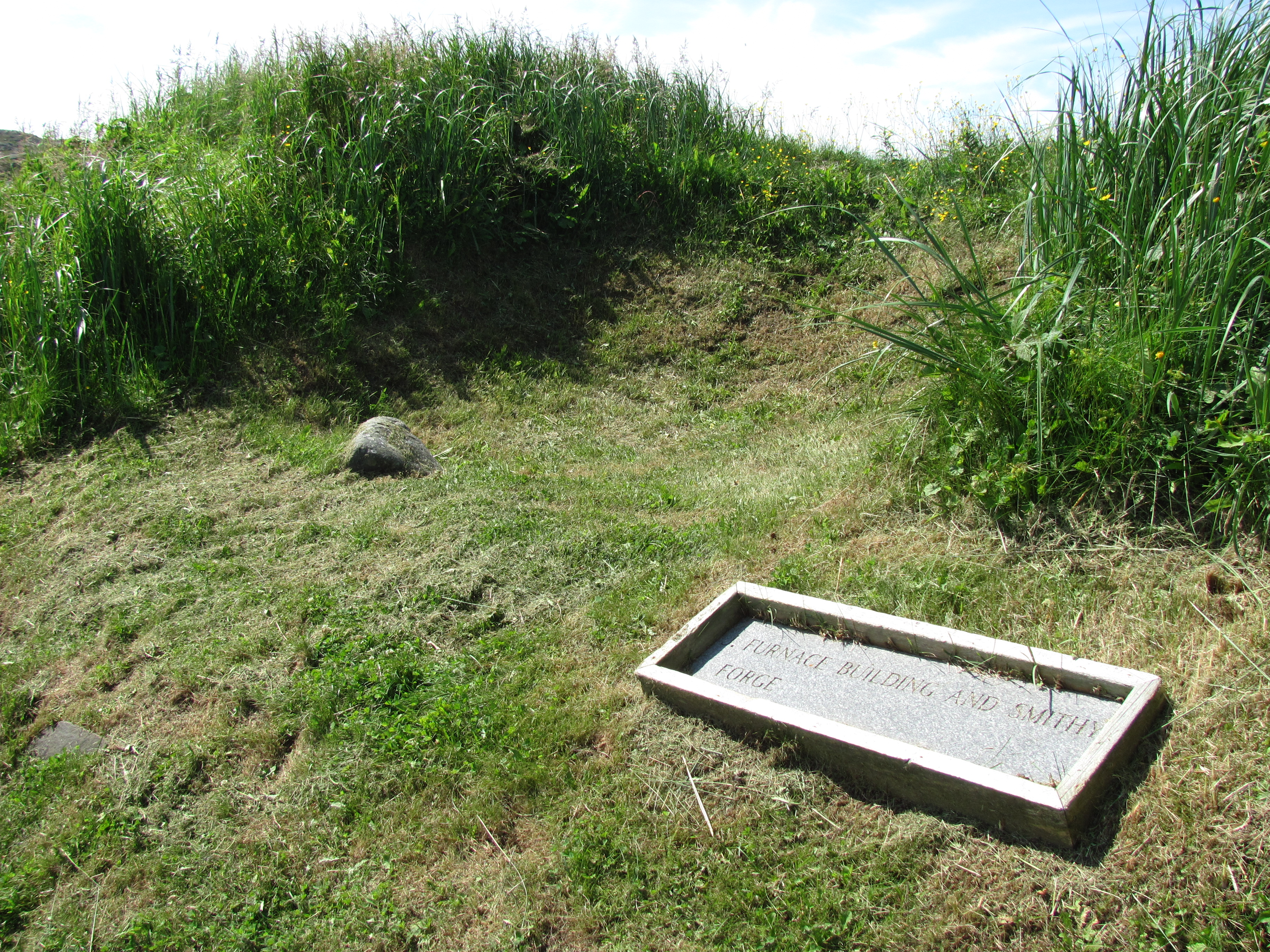
Rester av en smedja
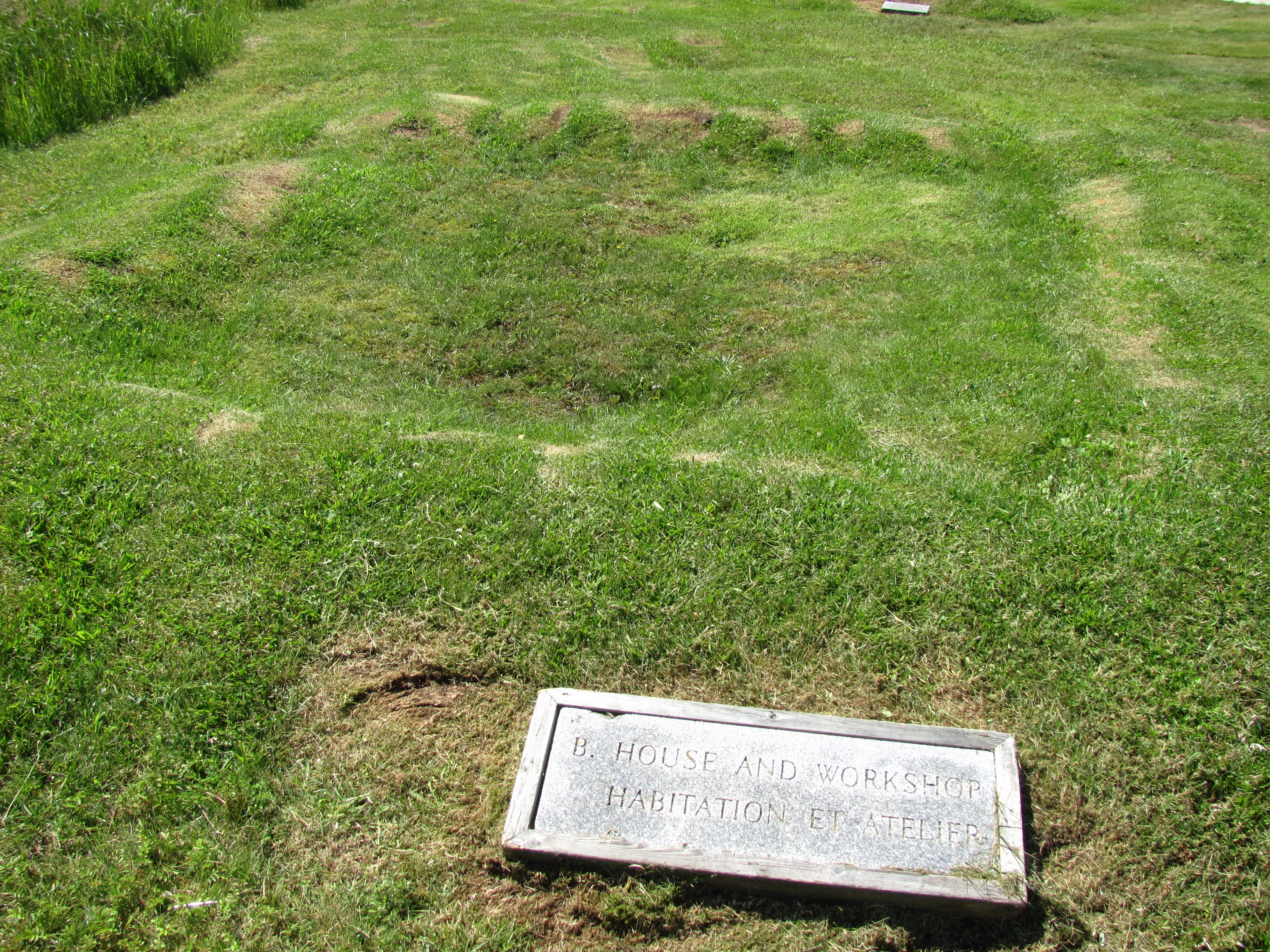
Rester av ett hus
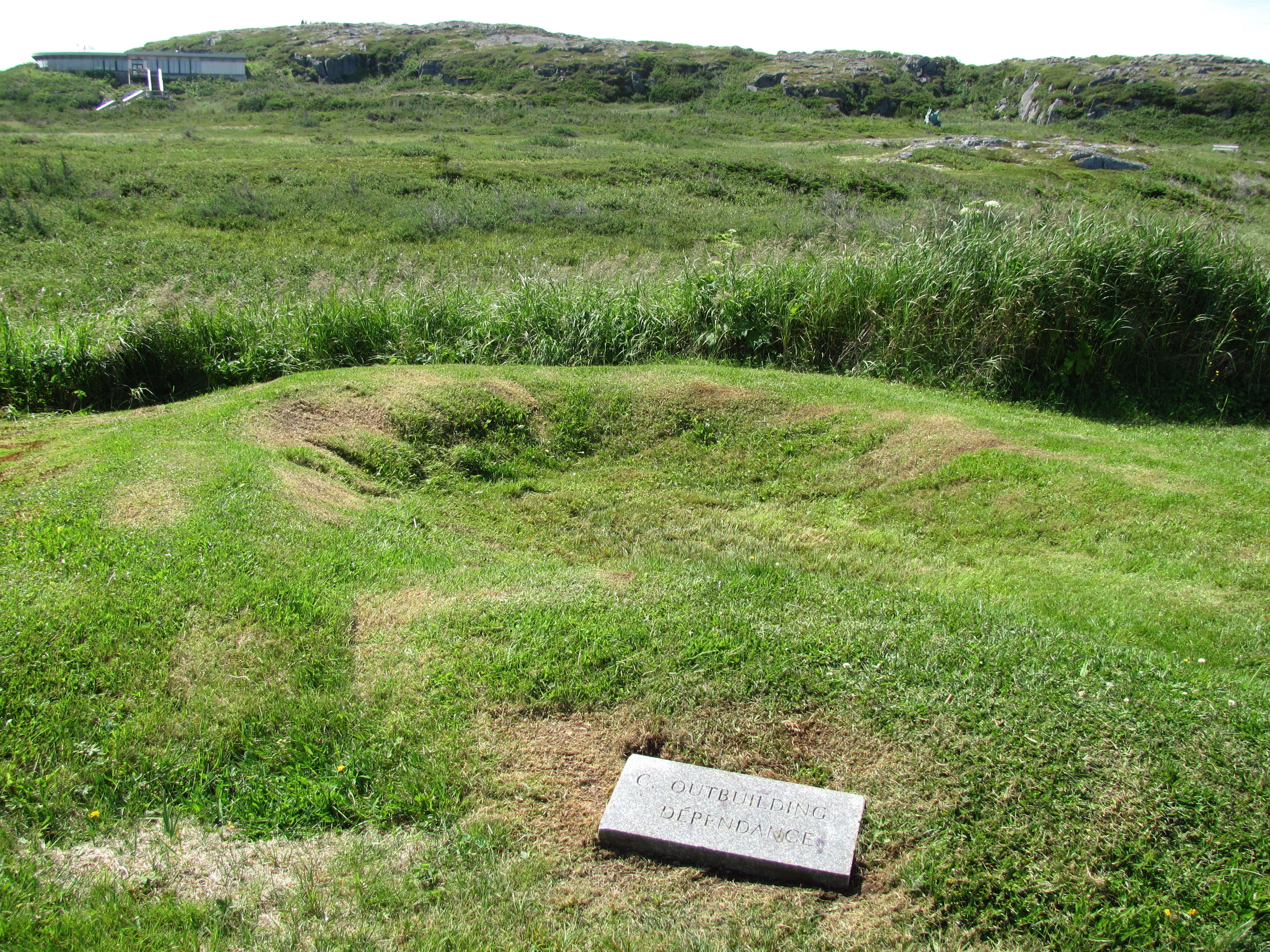
Rester av ett hus
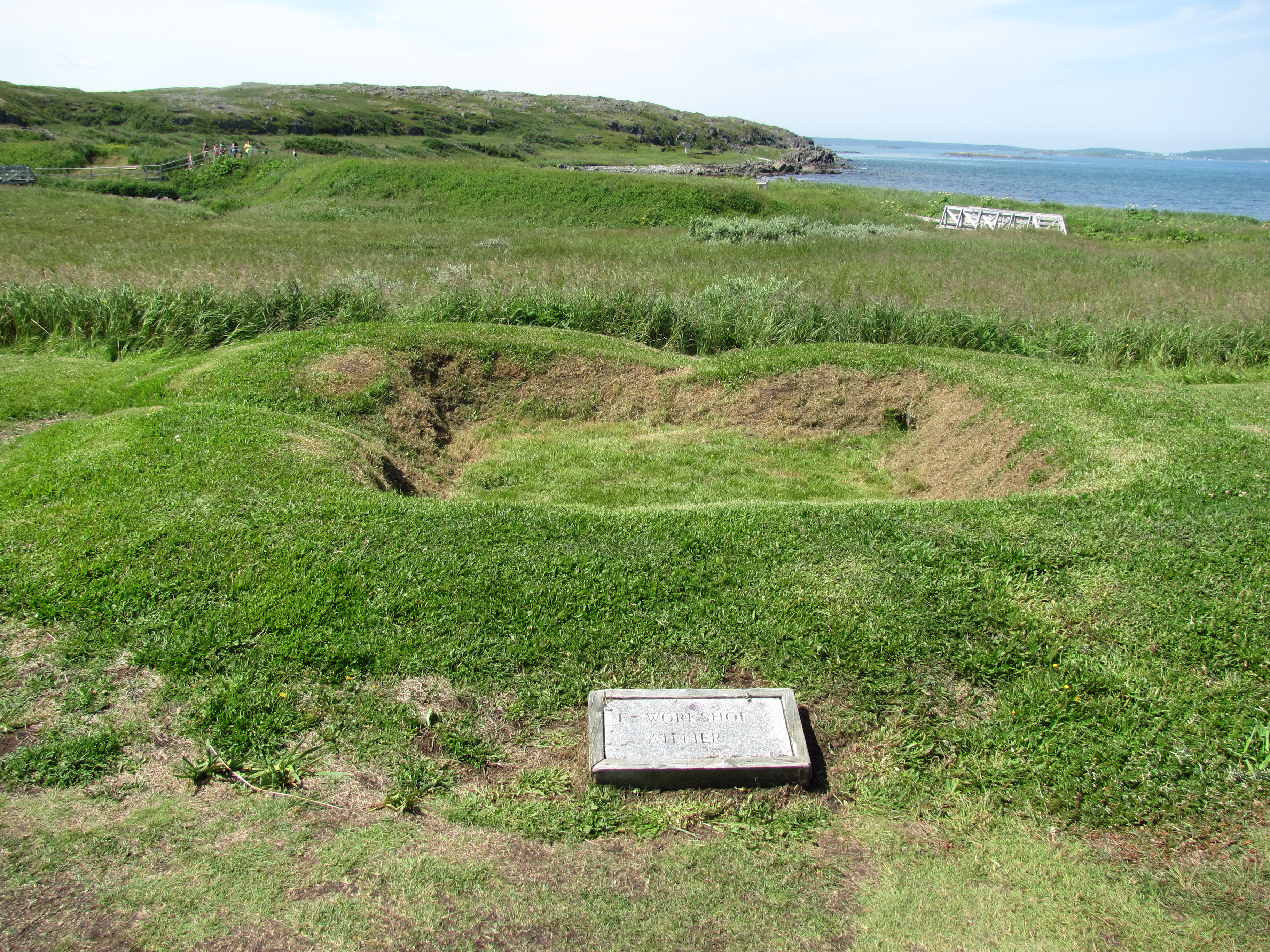
Rester av en verkstad
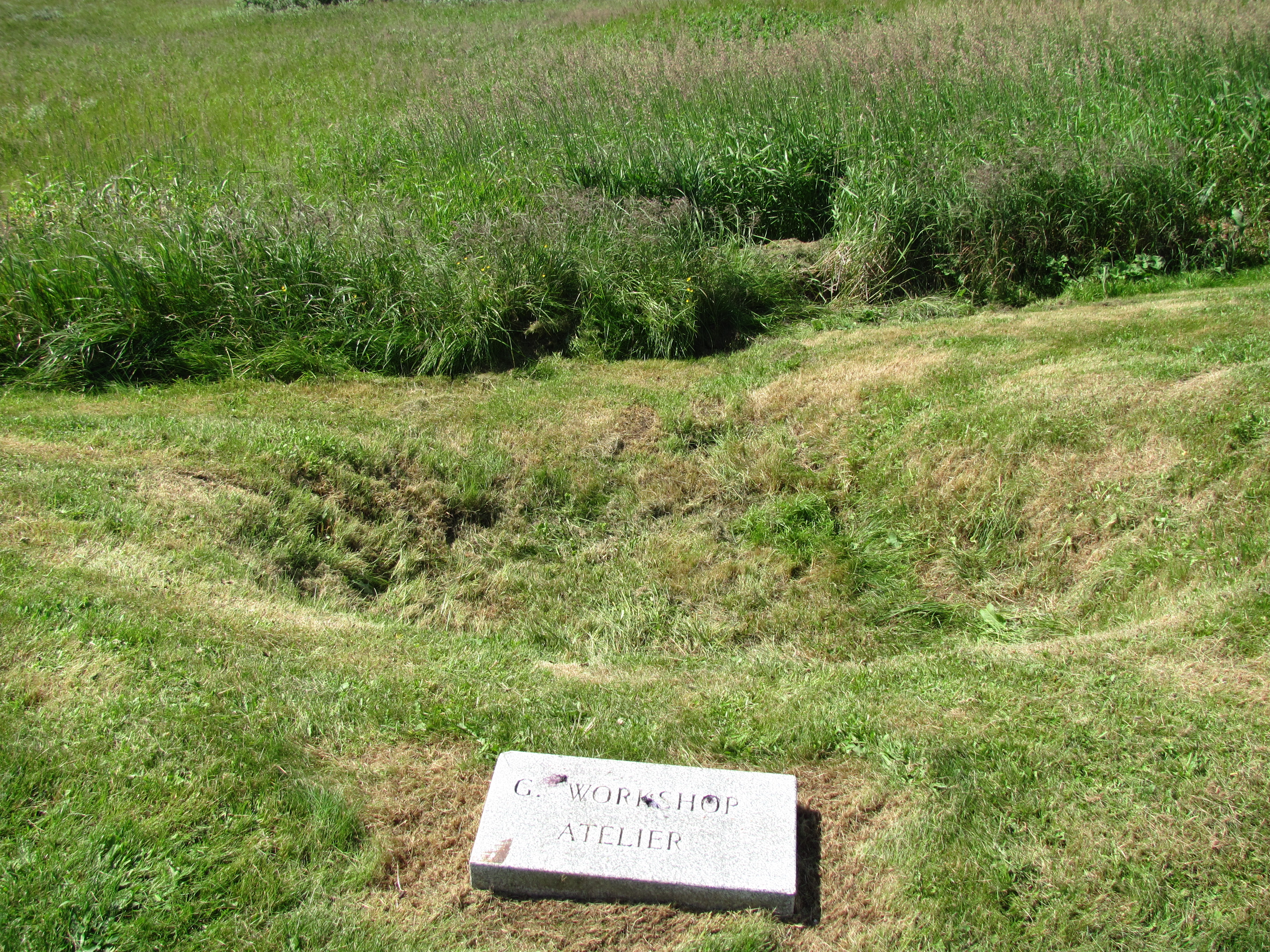
Rester av en verkstad
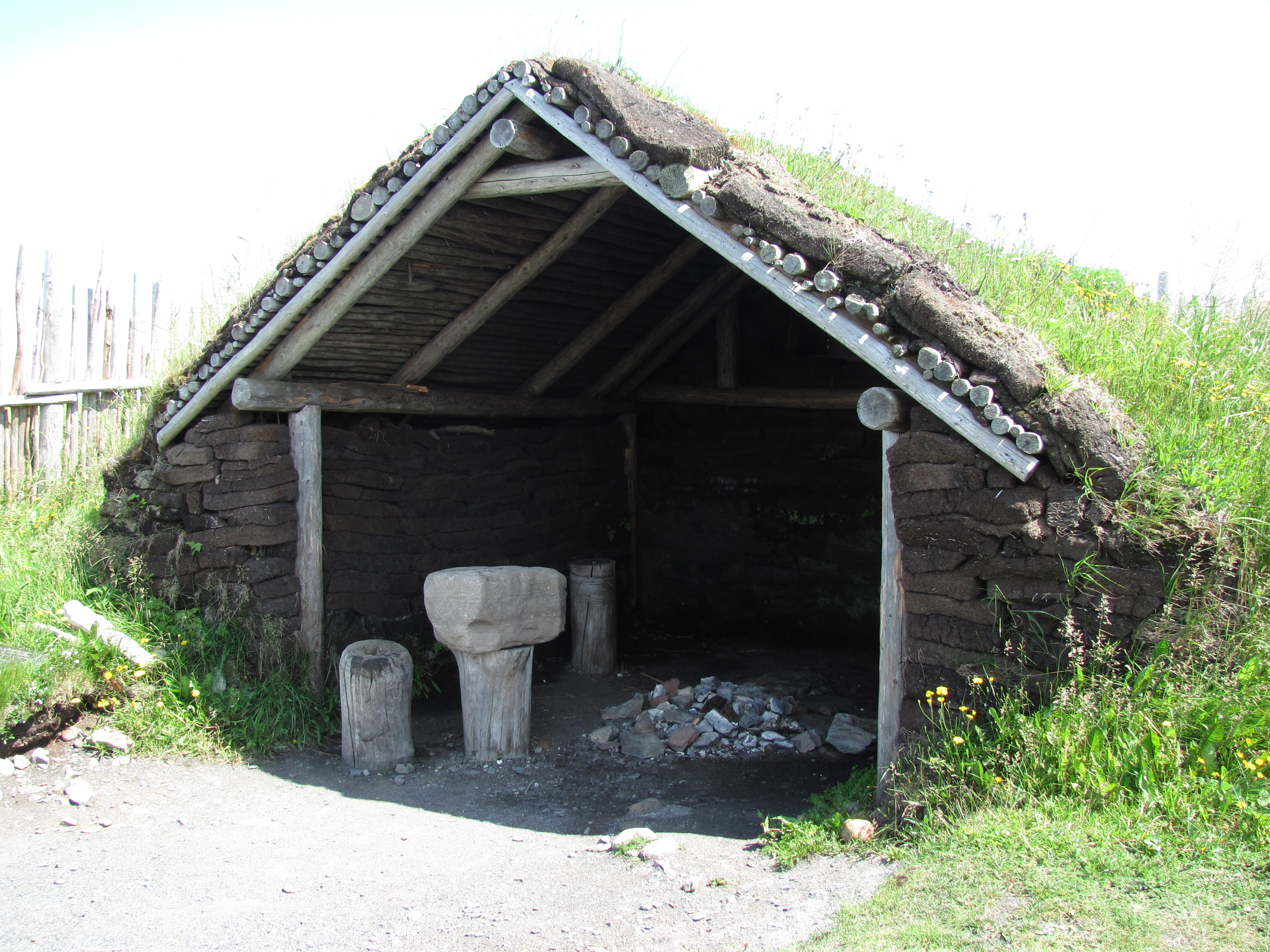
Rekonstruktion av en vikingaverkstad på L’Anse aux Meadows
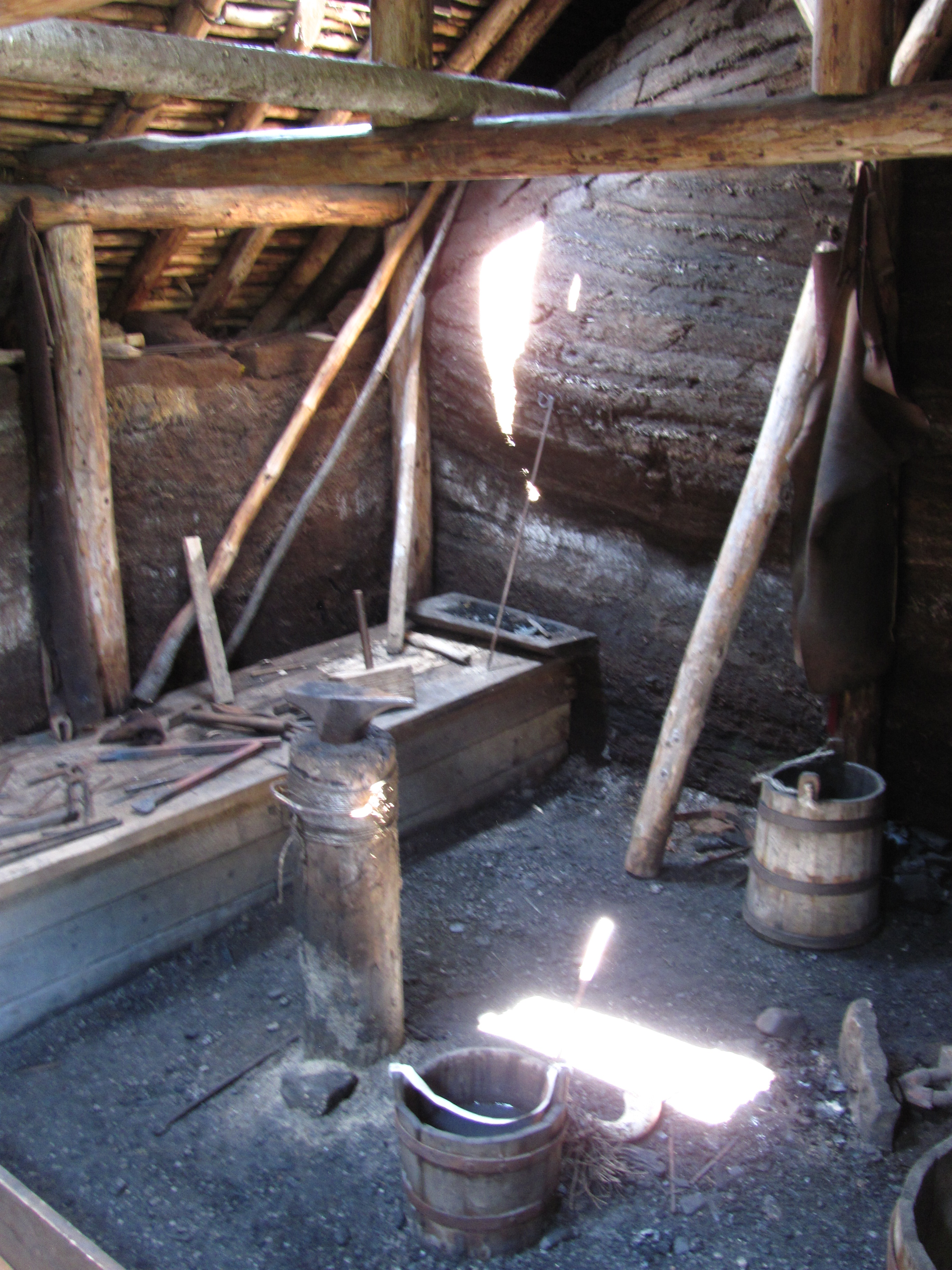
Rekonstruktion av en vikingabosättning på L’Anse aux Meadows
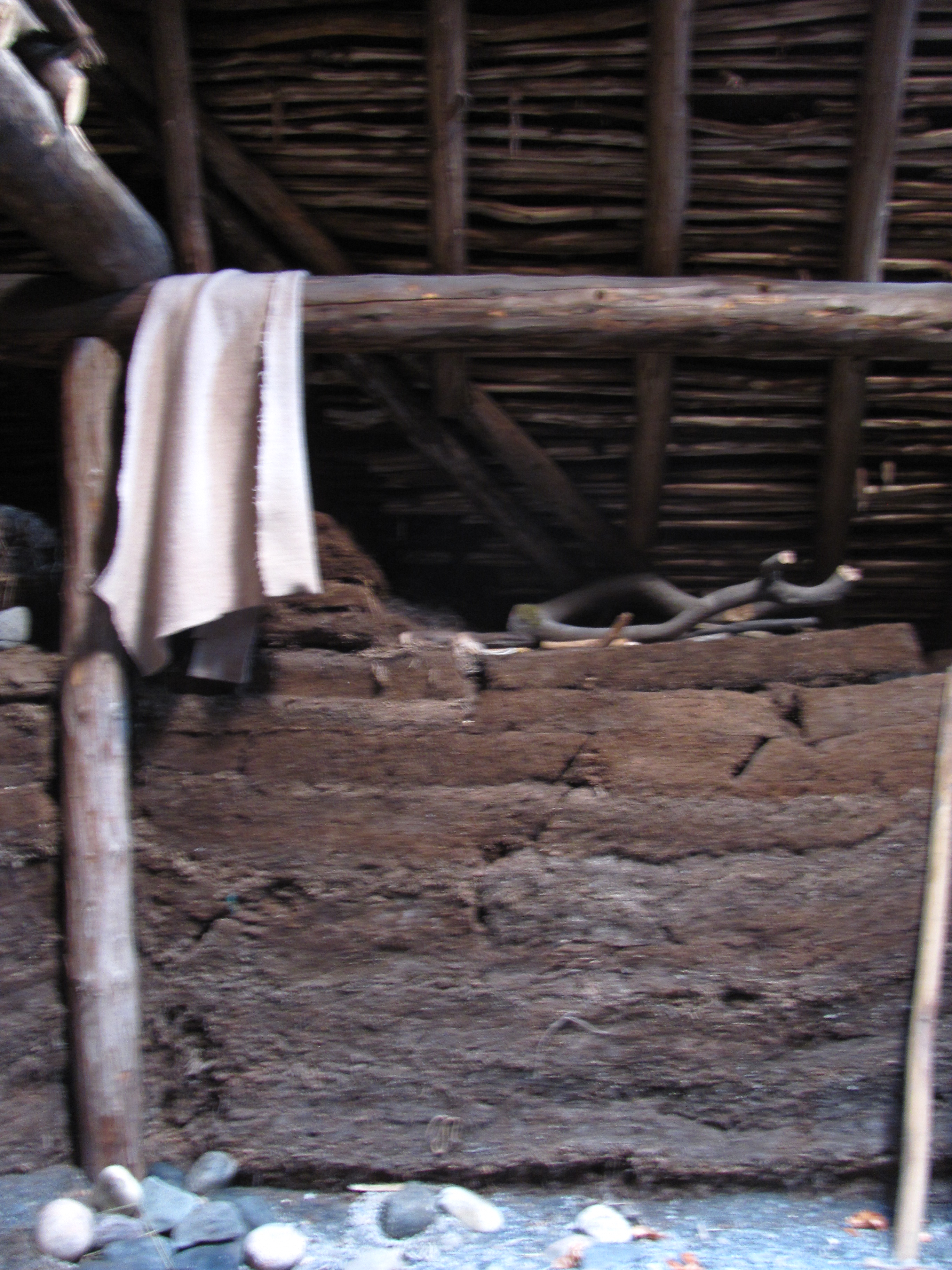
Rekonstruktion av en vikingabosättning på L’Anse aux Meadows.